# Jimmy Wales
Jimmy Donal »Jimbo« Wales, ameriški poslovnež, * 7. avgust 1966, Huntsville, Alabama, Združene države Amerike.
Wales je najbolj znan kot soustanovitelj proste spletne enciklopedije Wikipedije in neprofitnega podjetja za spletno gostovanje Wikia, kasneje preimenovanega v Fandom.
Wales se je rodil v Huntsvilleu v Alabami, kjer je obiskoval Randolph School, univerzitetno pripravljalno šolo. Diplomiral je in magistriral iz financ na Univerzi Auburn oziroma Univerzi v Alabami. Na podiplomskem študiju je Wales poučeval na dveh univerzah; pred odhodom na doktorat pa je odšel, da bi se zaposlil na področju financ, kasneje pa je delal kot raziskovalni direktor čikaškega podjetja za terminske pogodbe in opcije. 
Leta 1996 sta Wales in dva njegova sodelavca ustanovila spletni portal Bomis z zabavo in vsebino za odrasle. Bomis je zagotovil začetno financiranje brezplačne recenzirane enciklopedije Nupedia (2000–2003). 15. januarja 2001 je Wales skupaj z Larryjem Sangerjem in drugimi ustanovil Wikipedijo, brezplačno enciklopedijo z odprto vsebino, ki je uživala hitro rast in priljubljenost. Ko se je javni profil Wikipedije povečeval, je postal njen promotor in tiskovni predstavnik. Čeprav je v preteklosti zaslužen za soustanovitelja, je temu oporekal in se razglasil za edinega ustanovitelja. 
Wales je član upravnega odbora Fundacije Wikimedia, dobrodelne organizacije, ki ji je pomagal ustanoviti Wikipedijo in je imel sedež "ustanovitelja skupnosti", ki ga je imenoval upravni odbor. Za njegovo vlogo pri ustvarjanju Wikipedije, največje svetovne enciklopedije, ga je Time leta 2006 imenoval za enega izmed 100 najvplivnejših ljudi na svetu.

## Šolanje
Diplomiral in magistriral je iz financ, že prijavljenega doktorata pa ni dokončal, ker ga je pritegnila strast do borznega mešetarjenja. Na borzi je zaslužil veliko denarja in se umaknil živet na podeželje Floride.

## Ukvarjanje s svetovnim spletom
S svetovnim spletom se je pričel ukvarjati leta 1996, ko je ustanovil spletni portal Bomis. Zaslužek je leta 2000 uporabil za zagon Nupedie, predhodnice Wikipedije, ki jo je ustanovil z Larryjem Sangerjem, in leto kasneje še Wikipedije. Za upravljanje s projektom je leta 2003 zasnoval neprofitno Fundacijo Wikimedia, kjer ima danes položaj častnega predsednika.
Ustanovil je tudi Wikio, komercialno storitev gostovanja wiki spletišč.

## Zasebno življenje
Jimmy Wales je dvakrat poročen in enkrat ločen. Z drugo ženo Christino ima hči Kiro. 

## Referen
1. ↑  poročni list
2. ↑  Who's Who in America — Marquis Who's Who. — ISSN 0083-9396
3. ↑  Facts and friction: Wikipedia's quest for credibility - web - Technology — Sydney: Fairfax Media, 2007. — ISSN 0312-6315
4. ↑  Wales J. X // X — X Corp., 2019.
5. ↑  Encyclopædia Britannica
6. ↑  Encyclopædia Britannica, Suplemental Information